# L'Homme orchestre
L'Homme orchestre is een Franse stomme film uit 1900. De film werd geregisseerd door Georges Méliès.
Een dirigent (Georges Méliès) verschijnt op een podium waarop 7 lege stoelen staan. Hij dupliceert zichzelf zes maal als muzikant zodat alle stoelen gevuld zijn. Vervolgens geeft hij een korte muziekvoorstelling waarna hij de muzikanten terug laat verdwijnen. Daarna laat hij de stoelen enkele malen verdwijnen en terug verschijnen en doet hij hetzelfde met zichzelf.